# Раздольненское сельское поселение (Камчатский край)
Раздольненское се́льское поселе́ние — муниципальное образование в Елизовском районе Камчатского края Российской Федерации.
Административный центр — посёлок Раздольный.

## История
Статус и границы сельского поселения установлены Законом Камчатской области от 29 декабря 2004 года № 255 «Об установлении границ муниципальных образований, расположенных на территории Елизовского района Камчатской области, и о наделении их статусом муниципального района, городского, сельского поселения».

## Население
| 2010  | 2012  | 2013  | 2014  | 2015  | 2016  | 2017  |
| ----- | ----- | ----- | ----- | ----- | ----- | ----- |
| 2780  | ↗2793 | ↘2765 | ↘2763 | ↗2771 | ↗2792 | ↘2785 |
| 2018  | 2019  | 2020  | 2021  | 2023  |       |       |
| ↘2774 | ↗2782 | ↘2755 | ↘2344 | ↘2270 |       |       |

## Состав сельского поселения
| № | Населённый пункт | Тип населённого пункта          | Население |
| - | ---------------- | ------------------------------- | --------- |
| 1 | Кеткино          | посёлок                         | ↘290      |
| 2 | Пиначево         | село                            | ↗70       |
| 3 | Раздольный       | посёлок, административный центр | ↘2395     |